# Integrirana avtobusna linija št. 60 (Ljubljana)
Integrirana avtobusna linija številka 60 Ljubljana – Vodice – Polje je ena izmed izmed 33 avtobusnih linij javnega mestnega prometa v Ljubljani in Občini Vodice. Poteka v smeri sever - jug in povezuje prestolnico s Šentvidom, Šmartnim, Povodjem, Skaručno, Poljem, Repnjami in Vodicami. Avtobusi so po njej prvič zapeljali 3. septembra 2012. Z integracijo linije 60 se je število potnikov povečalo za 324%.

## Zgodovina
Vodice so bile desetletja vse dni v tednu povezane s prestolnico z LPP in Alpetourjevimi medkrajevnimi avtobusnimi progami preko Skaručne ali Medvod. Po postopnem upadu števila potnikov so sprva ukinili vožnje ob nedeljah in praznikih, kasneje še ob sobotah, pa tudi povezave preko Medvod so bile vedno redkejše. Pred ukinitvijo sobotnega obratovanja so avtobusi v Vodice vozili po kombinirani, a zato daljši trasi preko Pirnič in Smlednika.
Ohranila se je najfrekventnejša povezava preko Skaručne do Sela pri Vodicah, avtobusi so pričeli v eni vožnji voziti tudi preko Dobruše in Zapog. Ker se je vozni čas podaljšal, so traso, ki je prej vodila preko Tacna in Broda, v Šmartnem pod Šmarno goro prestavili na odsek gorenjske avtoceste do izvoza na Celovško cesto.
Z avtobusi so se na progi vozili večinoma šolarji, tako da so izven prometnih konic vozili večinoma prazni.
Po spremembi voznega režima iz poletnega v zimskega je bila 1. septembra 2012 linija preoblikovana in skrajšana do Vodic. Namen preoblikovanja v integrirano linijo je znižanje cene vozovnice, hitrejši dostop do prestolnice in posledično želja po večji uporabi javnega prevoza. V Vodicah, Polju in Skaručni je bilo urejeno prestopanje na krožni zaledni liniji št. 61 in 62, ki sta potnikom omogočali neposredno povezavo s kraji, ki jih je nekoč pokrivala šolska avtobusna proga in redna linija do Sela.
Po treh tednih obratovanja so linijo ponovno preusmerili preko Dobruše in Zapog, prestop na zaledni liniji iz Repenj pa je bil prestavljen v Vodice. 5. novembra 2012 so linijo podaljšali še po trasi linije št. 62, ki je istega dne prenehala z obratovanjem. Tako sedaj linija 60 spet poteka po trasi nekdanje medkrajevne proge, potnikom pa ni treba več prestopati. Septembra 2013 se je pričelo štiri mesečno poskusno obdobje obratovanja linije 60 tudi ob sobotah na trasi Selo – Vodice – Ljubljana. S 1. decembrom je bil dodan dodaten odhod iz obeh smeri, uvedla pa se je t. i. hitra linija, ki ustavlja samo na postajališčih Ljubljana AP, Šentvid, Šmartno in Selo.

## Trasa
- smer Vodice – Ljubljana: Kopitarjev trg - Škofjeloška cesta - cesta 413 - Zapoge - cesta 413 - Dobruša - Repnje - cesta 639 - Polje pri Vodicah - cesta 639 - Skaručna - cesta 639 - Povodje - cesta 639 - Šmartno - Cesta vstaje - Avtocesta A2 - Celovška cesta - Tivolska cesta - Trg OF.
- smer Ljubljana – Vodice: Trg OF - Tivolska cesta - Celovška cesta - Avtocesta A2 - Cesta vstaje - Šmartno - cesta 639 - Povodje - cesta 639 - Skaručna - cesta 639 - Polje pri Vodicah - cesta 639 - Repnje - Dobruša - cesta 413 - Zapoge - cesta 413 - Škofjeloška cesta - Kopitarjev trg.

## Režim obratovanja
Linija obratuje ob delavnikih od 4.45 do 22.25 in ob sobotah od 5.00 do 14.30, ob nedeljah in praznikih avtobusi ne obratujejo. Najpogosteje avtobusi obratujejo od ponedeljka do petka v prometnih konicah.

### Preglednice časovnih presledkov v minutah
delavnik
| ura           | 1.9. - 30.6. | 1.7. - 31.8. |
| ------------- | ------------ | ------------ |
| 4.50 - 5.55   | 50           | 65           |
| 5.55 - 7.00   | 20-25        | 55           |
| 7.00 - 9.00   | 55-65        | 65           |
| 9.00 - 13.00  | 45-130       | 178          |
| 13.00 - 16.30 | 50           | 70-74        |
| 16.30 - 20.40 | 80-100       | 74-90        |
| 20.40 - 22.40 | 115          | 100-104      |